# Djurgårdslinjen
Djurgårdslinjen är den trafik med äldre spårvagnar som körs på en del av Spårväg City i Stockholms innerstad. Den var från starten den 2 juni 1991 en ren museispårväg med linjenummer 7. Reguljär trafik startade den 23 augusti 2010 på sträckan Waldemarsudde - Sergels torg. Den reguljära trafiken övertog linjenummer 7 och den museala trafiken fick linjenummer 7N, N för Norrmalmstorg. Linjen går från Norrmalmstorg i Stockholms city via Strandvägen till Skansen (vissa turer till Waldemarsudde) på Djurgården och körs av medlemmar i Svenska Spårvägssällskapet genom driftsbolaget Djurgårdslinjen AB. Den nuvarande museispårvägen har varit i drift sedan sommaren 1991.

## Historik
| Vänster: Motorvagnen A1 76 och släpvagnen B19 846 vid spårvagnshållplatsen på Norrmalmstorg.Höger: Motorvagn A51 210 med släpvagnen B31C 618 "Cafévagnen" vid Nybroplan.  |  | Vänster: Motorvagnen A1 76 och släpvagnen B19 846 vid spårvagnshållplatsen på Norrmalmstorg.Höger: Motorvagn A51 210 med släpvagnen B31C 618 "Cafévagnen" vid Nybroplan. |
| Vänster: Motorvagnen A1 76 och släpvagnen B19 846 vid spårvagnshållplatsen på Norrmalmstorg. Höger: Motorvagn A51 210 med släpvagnen B31C 618 "Cafévagnen" vid Nybroplan. |  | |

### Djurgårdslinjen mellan 1877 och 1967
Dagens Linje 7/Djurgårdslinjen trafikerar delvis några av de första sträckorna som öppnades för hästspårvagnstrafik av Stockholms Nya Spårvägs AB (SNS) 10 juli 1877 (Slussen - Skeppsbron - Norrbro - Gustav Adolfs torg - Norrmalmstorg - Nybroplan - Strandvägen/Grevgatan). I oktober samma år förlängdes linjen till Allmänna gränd, men inte förrän i mars 1878 gick trafiken dit alla tider på dygnet. Under 1880-talet gavs linjen namnet DJURGÅRDSLINIEN. Från den 1 december 1882 blev Norrmalmstorg linjens ändhållplats i stadskärnan.
Den 27 juli 1904 gick den sista hästspårvagnen på linjen som därefter var elektrifierad, i augusti samma år tilldelades den linjenummer 7 och den 1 oktober förlängdes linjen till Bellmansro (nuvarande busshållplats Ryssviksvägen). Liksom alla andra SNS-linjer blev den en del av det kommunala AB Stockholms Spårvägars linjenät 1917. Från 1925 till 1947 hade den ordinarie trafiken linjenummer 14 och linje 7 var endast för förstärkningstrafiken mellan Norrmalmstorg och Djurgården. Den ordinarie trafiken (14) på linjen förlängdes från Norrmalmstorg via Birger Jarlsgatan - Roslagsgatan - Odengatan - Norrtullsgatan - Vanadisvägen till Vanadisplan. 1930 byggdes den slinga runt Oakhill som också dagens spårväg följer. Den 1 september 1947 bytte den ordinarie trafiken åter till linjenummer 7. Från 1957 gick trafiken direkt från Nybroplan till Stureplan via Birger Jarlsgatan utan att passera Norrmalmstorg. 1963 trafikerades linjen för första gången med vagnar av så kallad mustangtyp. Med start från 1965 ersattes kvälls- och nattrafiken under perioden september till april med buss.
I samband med nedläggningen av innerstadsnätet höjdes röster för att behålla åtminstone en linje, den till Djurgården. Så blev det emellertid inte och trafiken lades ned i samband med Dagen H år 1967.

### Museispårvägens tillkomst
När Malmö avvecklade sin sista spårvagnslinje 1973 med samma typ av mustanger som rullade i Stockholm innan 1967 motionerades det i Stockholms kommunfullmäktige om att inrätta en "turistisk spårvagnslinje" till Djurgården. Ärendet kom till votering i kommunfullmäktige där det förlorade med minsta möjliga marginal.
Tanken om att återinrätta Linje 7/Djurgårdslinjen kom åter till kommunfullmäktige och landstinget i slutet av 1970-talet, men stupade den här gången främst på grund av att det då ledande skiktet inom Svenska Spårvägssällskapet såg en museispårväg i Stockholm som ett hot mot den egna anläggningen i Malmköping.
Frågan hölls dock levande och i mitten av 1980-talet, efter motioner från socialdemokraterna i landstinget och stockholmspartiet i stadshuset, förhandlades det mellan Stockholms kommun, Stockholms läns landsting och Svenska Spårvägssällskapet om att inrätta en museispårväg. Gatuborgarrådet Lennart Rydberg (fp) och landstingsrådet Stig Dingertz (m) var båda mycket positivt inställda till en museispårväg.
SL:s dåvarande VD, Ingemar Bäckström, var inte positiv till återinförandet av spårväg i stadstrafik och i ett 13-sidigt PM uppmålas ett totalt sammanbrott för busstrafiken om Djurgårdslinjen kommer till stånd samt: "Att lita till att Spårvägssällskapet på helt ideell grund skulle klara en trafikering i Stockholms innerstad av den omfattning som skisserats i deras förslag, tror SL inte är en realistisk utgångspunkt". Vidare föreslogs att Lidingöbanan istället upplåts för museitrafik. Bäckström efterträddes 1988 av Leif Axén som istället för att konfrontera projektet istället insåg fördelarna för SL:s busstrafik. I ett styrelsebeslut den 22 februari 1988 togs beslutet att SL skulle stödja projektet och ställa sin sakkunskap till förfogande. 1989 bildade Stockholms läns landsting och Stockholms kommun Stiftelsen Stockholms Museispårvägar som skulle stå för en spåranläggning, medan Spårvägssällskapet skulle stå för driften.
Den 18 april 1990 togs det första spadtaget på Strandvägen och bygget påbörjades snart därefter. NCC och Göteborgs Spårvägar var huvudentreprenörer. Högljudda protester kring den planerade vändslingan utanför Skansen som skulle korsa en gräsmatta kom från bland andra skådespelerskan Margaretha Krook och slingan flyttades därför till ett läge med sämre geometri och snävare radie. Kontaktledningen spänningssattes 24 maj 1991, en vecka före invigningen. Den högtidliga invigningen skedde den 2 juni 1991 i närvaro av det dåvarande finanslandstingsrådet Bosse Ringholm (s), oppositionslandstingsrådet Stig Dingertz (m) samt flera andra företrädare för landsting och kommun.

### Djurgårdslinjen mellan 1991 och 2009
Redan vid starten 1991 fanns tankar om att trafikera Djurgårdslinjen som reguljär spårväg. Detta mynnade sedermera ut i öppnandet av Spårväg City år 2010.
SL tog över ägandet av Djurgårdslinjen år 2005, med tanke på framtida reguljär trafik. 2007 byttes spåren över Djurgårdsbron ut. Från december 2009 till juni 2010 var Djurgårdslinjen helt avstängd i samband med upprustning och ombyggnad inför Spårväg City.

### Djurgårdslinjen efter 2010

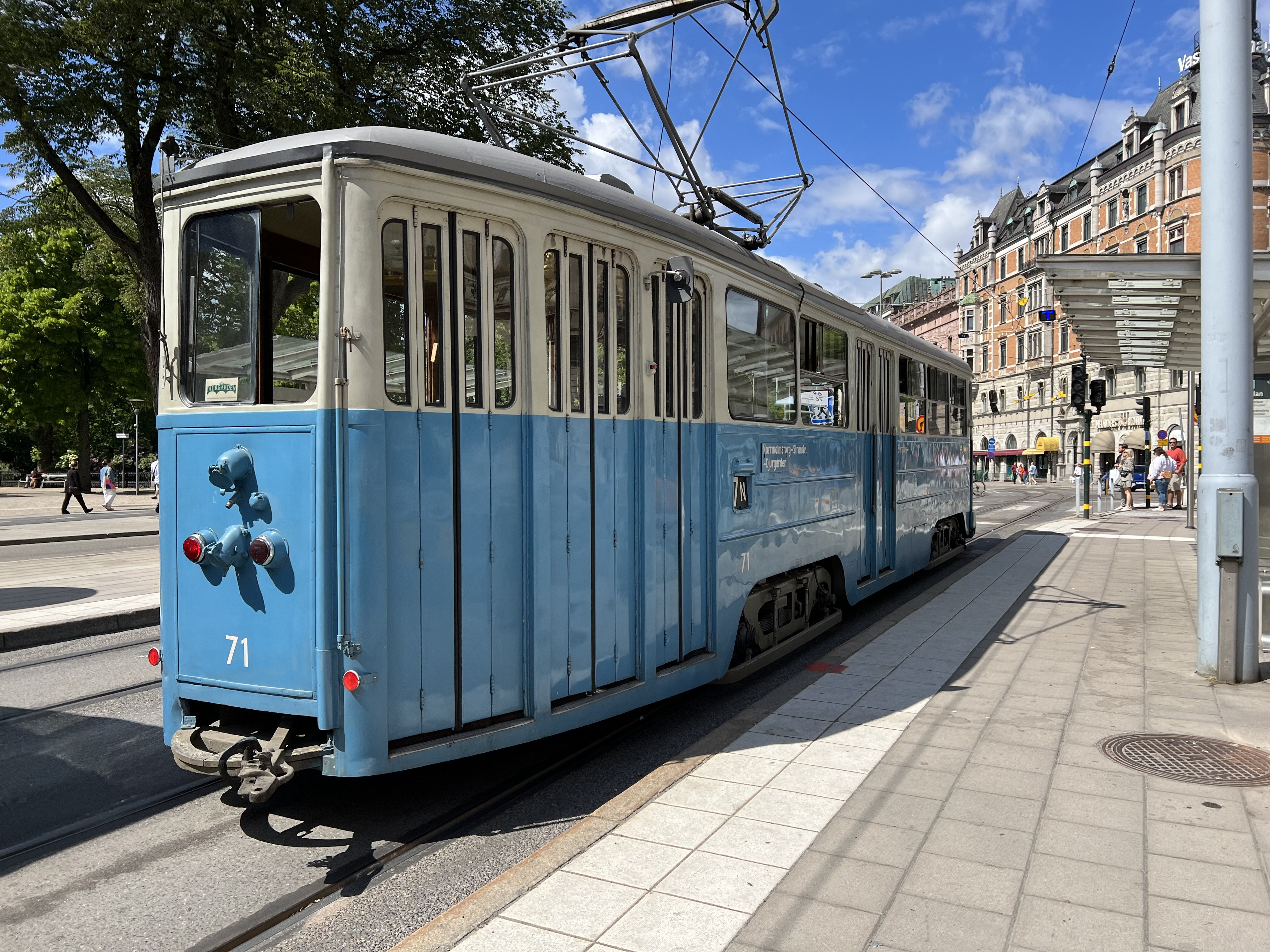
Spårvagn A25G nr 71 vid hållplats Nybroplan.

Sedan 2010 är Djurgårdslinjen ett av AB Stockholms Spårvägar registrerat varumärke för den museala trafiken, medan infrastrukturen är en del av Spårväg City. Den museala trafiken går sedan 2010 oftast till Skansen. Vid omstarten 2010 var hållplatsen Hazeliusporten indragen medan hållplatsen Djurgårdsskolan hade tillkommit.

## Infrastruktur
För en beskrivning av den infrastruktur som den museala trafiken utnyttjar, se Spårväg City.

## Trafik

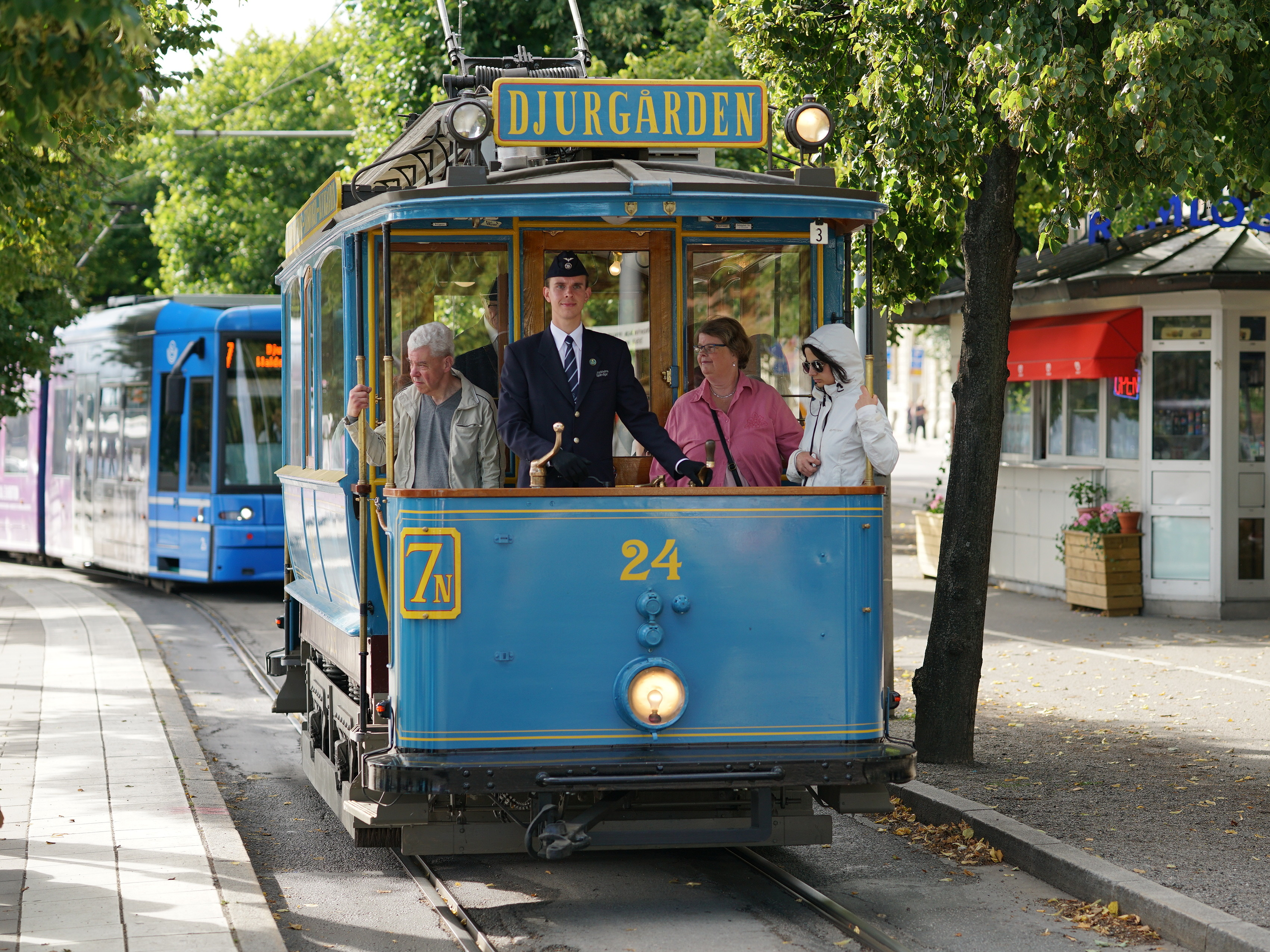
Djurgårdslinjen A2 24 från 1904.

Linjen, som liksom den tidigare Djurgårdstrafiken har linjenummer 7 (sedan 23 augusti 2010 med tilläggsbokstaven "N"), drivs på ideell bas av medlemmar i Svenska Spårvägssällskapet genom dess driftbolag AB Stockholms Spårvägar. De ideellt aktiva medlemmarna uppvisar en stor spännvidd i form av ålder och yrken..
Djurgårdslinjen trafikeras under veckoslut och helger från slutet av mars till slutet av december, och dagligen mellan juni och augusti (detta är ungefärliga tider). På banan rullar i första hand spårvagnar från Stockholm men även spårvagnar från Göteborg och från Oslo. Spårvagnarnas tillverkningsår varierar från tidigt 1900-tal till sent 1950-tal. Det fanns tidigare även en cafévagn (ombyggt Göteborgssläp) där man kunde ta sig en fika medan man åker längs banan; denna rullade endast helger. Sedan Coronapandemin år 2020 har Cafévagnen inte ingått i trafikutbudet. Man hyr även då och då in gästvagnar från andra städer.
Trafiken bedrivs enligt "Tri Spv", det vill säga "Trafiksäkerhetsinstruktion för SL spårvägar", som även tillämpas på Lidingöbanan, Nockebybanan och Tvärbanan. Vissa specialbestämmelser för Djurgårdslinjen finns i en särskild bilaga.

## Spårvagnar
- A2 24 + BC4 182 ursprungligen från SSB, Stockholms Södra Spårvägsaktiebolag.
- A1 76 + B19 846 Stockholmsinnerstadsvagn.
- A25G 71  Malmömustang
- A29 170 Förortsvagn
- A31 331 Göteborgsmustang

Fler äldre spårvagnar från Stockholm finns på Stockholms Spårvägsmuseum och vid Museispårvägen Malmköping.

### Gästspårvagnar
Sedan Linje 7/Djurgårdslinjen återinvigdes 1991 har det inlånats flera gästspårvagnar från andra städer och banor.
- När den internationella lokaltrafikkonferensen (UITP) hölls i Stockholm 1991 gästades banan av en modern låggolvsvagn tillverkad av AEG från Bremen. Den vagnen går sedan några år tillbaka i reguljär trafik som typ M98 21 i Norrköping. Förutom vagnen från Bremen kom också en provvagn från den tjeckoslovakiska fabriken ČKD Tatra, även den vagnen finns numera i Sverige: som abonnemangsvagn för Spårvägssällskapet Ringlinien i Göteborg.[13]
- I februari 1995 testades och utvärderades fyra olika vagntyper på Linje 7/Djurgårdslinjen inför SL:s beställning av spårvagnar (den som senare skulle komma att bli A32) för Snabbspårvägen; en Adtranz Variotram från Chemnitz, Siemens/Duewag R1.1 från Bonn, Linke-Hofmann-Busch NGT 8D från Magdeburg samt Stadtbahnvagn T från Wien tillverkad av Bombardier.[14]
- Sommaren 2006 kom en modern spårvagn från Bryssel tillverkad av Bombardier, av typen Flexity Outlook.[15] Kristdemokraternas dåvarande partiledare Göran Hägglund provkörde vagnen den 11 augusti.[16]
- Augusti 2007 kom en spårvagn av typ Citadis från Alstom som annars går i trafik i Madrid.[17] Den gick även i trafik under en månad på Lidingöbanan.[18]
- Juni 2008 kom en spårvagn av typ Flexity Classic från Bombardier, vilken annars går i trafik i Norrköping. Denna vagn blev återsänd till Norrköping tidigare än man tänkt sig, då det uppstod vagnbrist efter en kollisionsskada på annan vagn där. Därför lånade man istället M25 621 från Spårvägssällskapet Ringlinien i Göteborg.

## Förlängning och framtid för Linje 7
Reguljär spårvagnstrafik mellan Sergels torg och Waldemarsudde startade 23 augusti 2010 med sex stycken moderna låggolvsspårvagnar av typ A34. Trafiken sköts av AB Stockholms Spårvägar på uppdrag av Storstockholms Lokaltrafik, under namnet "Spårväg City 7". AB Stockholms Spårvägar kör även fortsatt museal trafik med äldre vagnar på sträckan Norrmalmstorg - Skansen. Denna trafik benämns "Djurgårdslinjen" eller "linje 7N" ("N" efter destinationen Norrmalmstorg). Trafikstarten innebar att det för första gången sedan högertrafikomläggningen 1967 går reguljär spårvagnstrafik på innerstadsgator i Stockholm.

## Bildgalleri

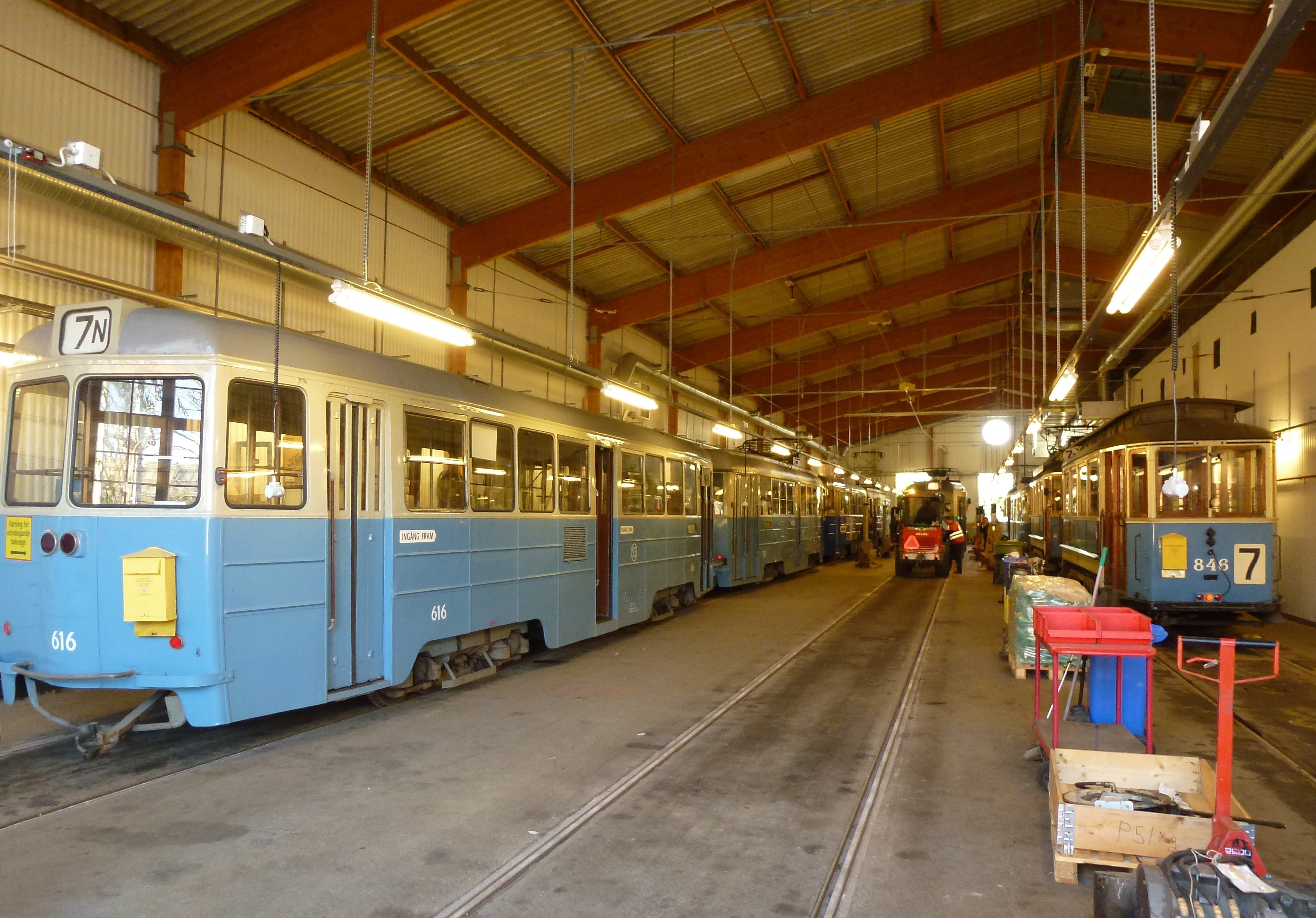
Vagnhallen, Alkärrshallen, ligger på platsen för det gamla Vasamuseet bakom Liljevalchs konsthall.
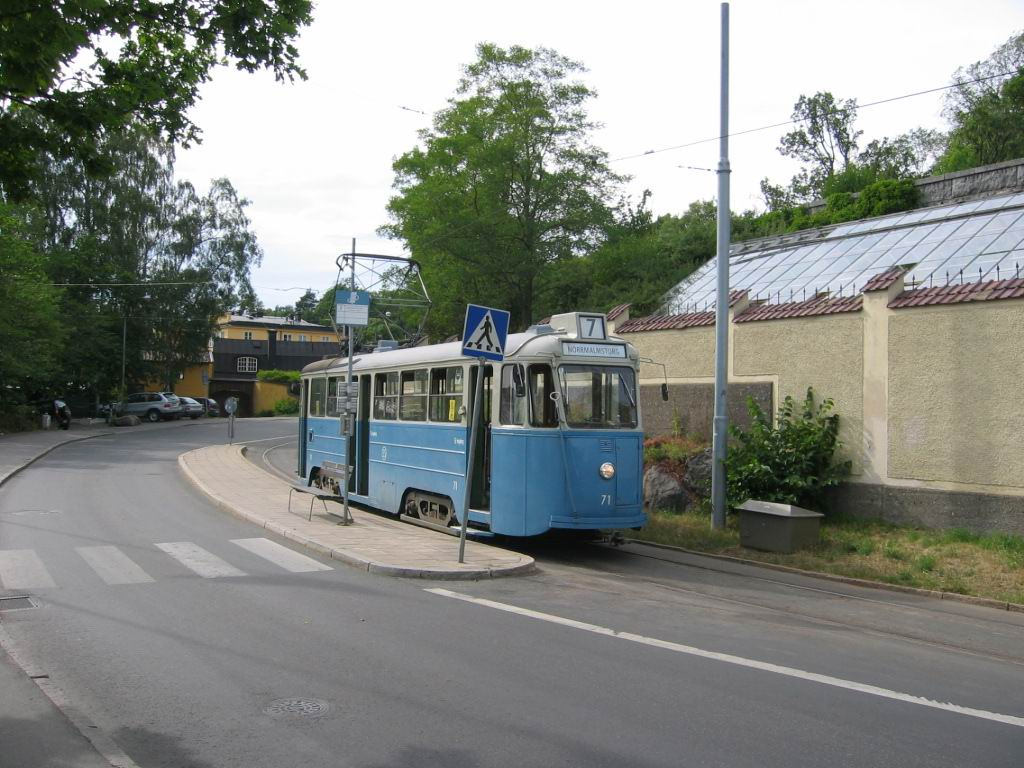
Spårvagn A25G nr 71, mustang, tillverkad år 1946 av General Motors svenska dotterbolag för Malmö men av samma typ som beställdes till AB Stockholms Spårvägar.
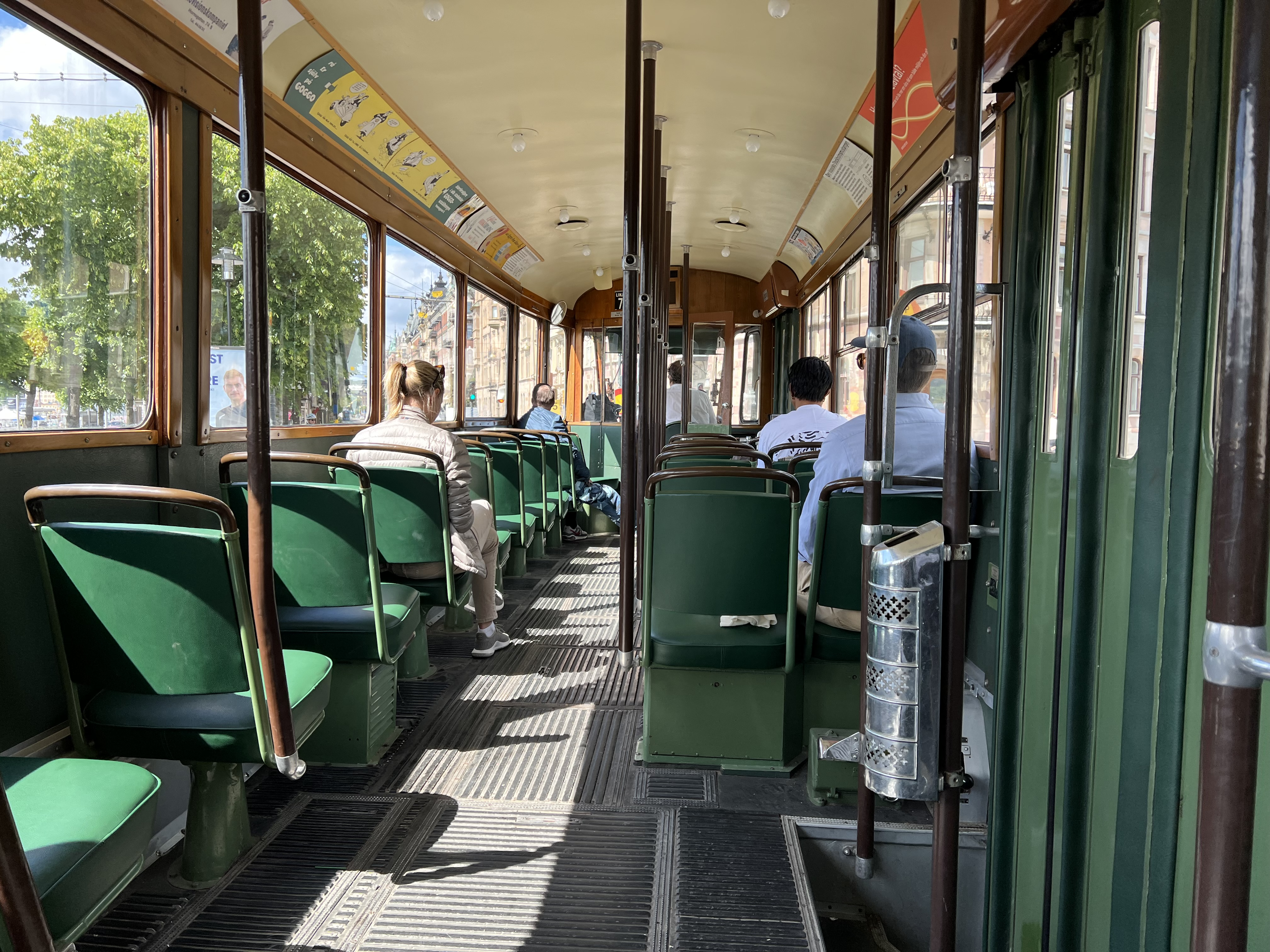
Spårvagn A25G nr 71, interiör.
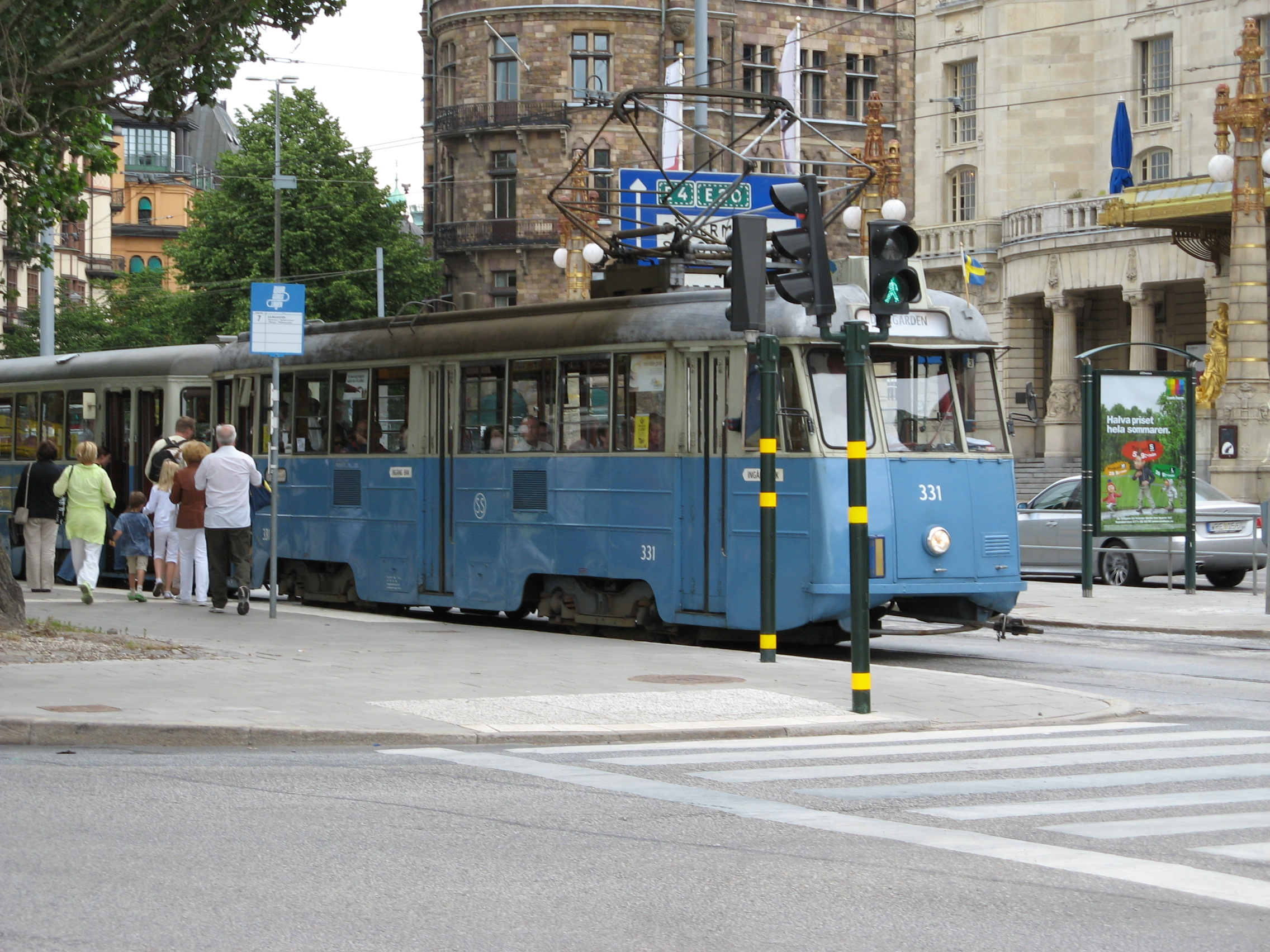
De så kallade Göteborgsmustangerna (A31) införskaffades för att tjäna som vagnparkens slithästar. De har vissa likheter med de så kallade Stockholmsmustangerna (A25, A26, A27), av vilka samtliga bevarade Stockholmsvagnar är i vänstertrafikutförande.
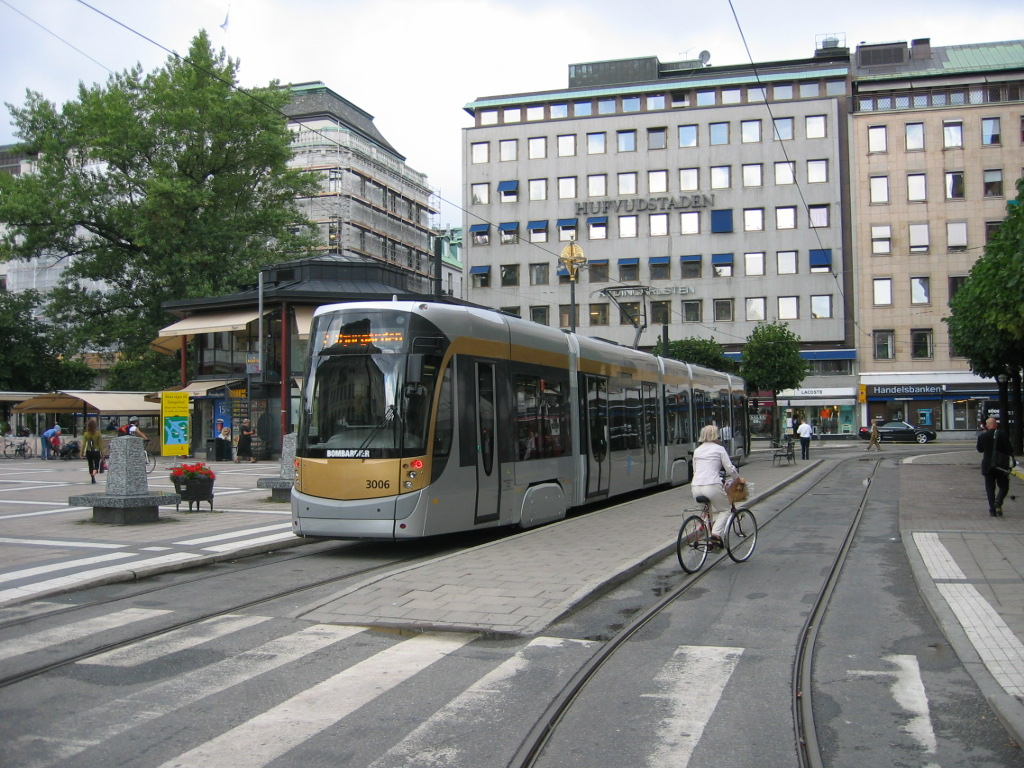
Under sommaren 2006 rullade denna vagn, Bombardier Flexity Outlook på Djurgårdslinjen, inlånad från Bryssel.
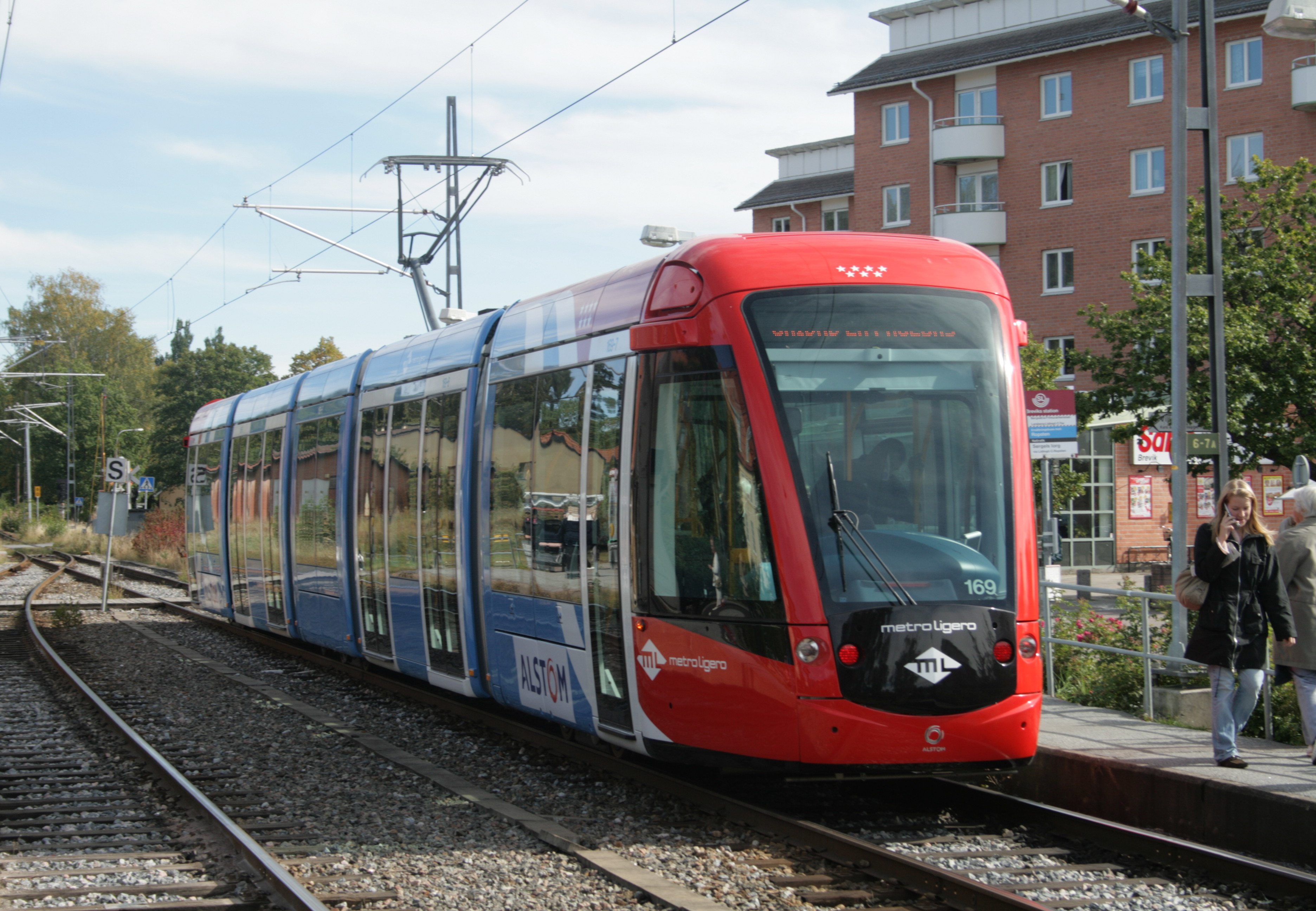
En Alstom Citadis från Metro Ligero Línea 1 testades under augusti–september 2007 på både Djurgårdslinjen och Lidingöbanan.
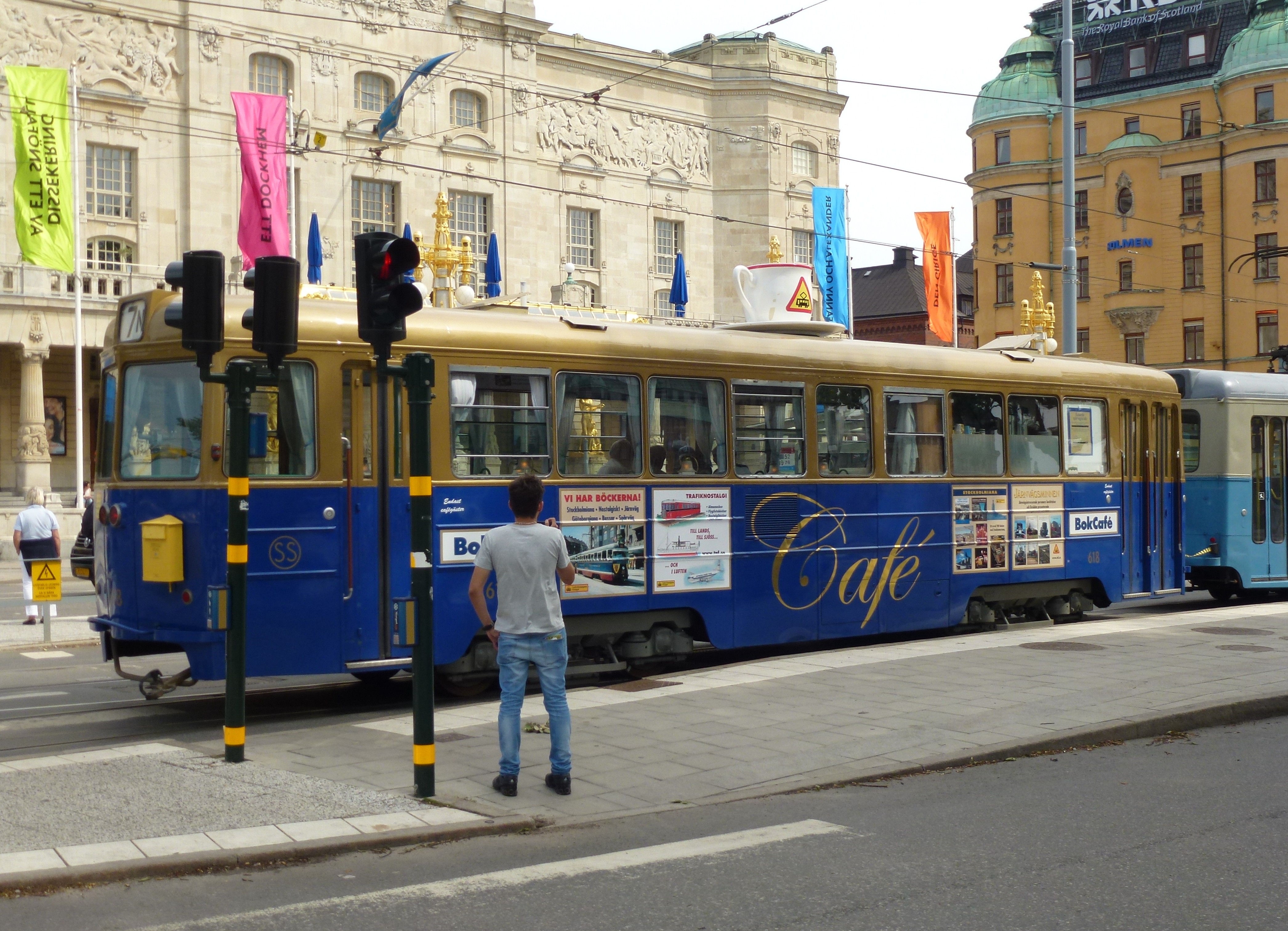
Motorvagnen A51 210 med släpvagnen B31C 618 Cafévagnen vid Nybroplan.
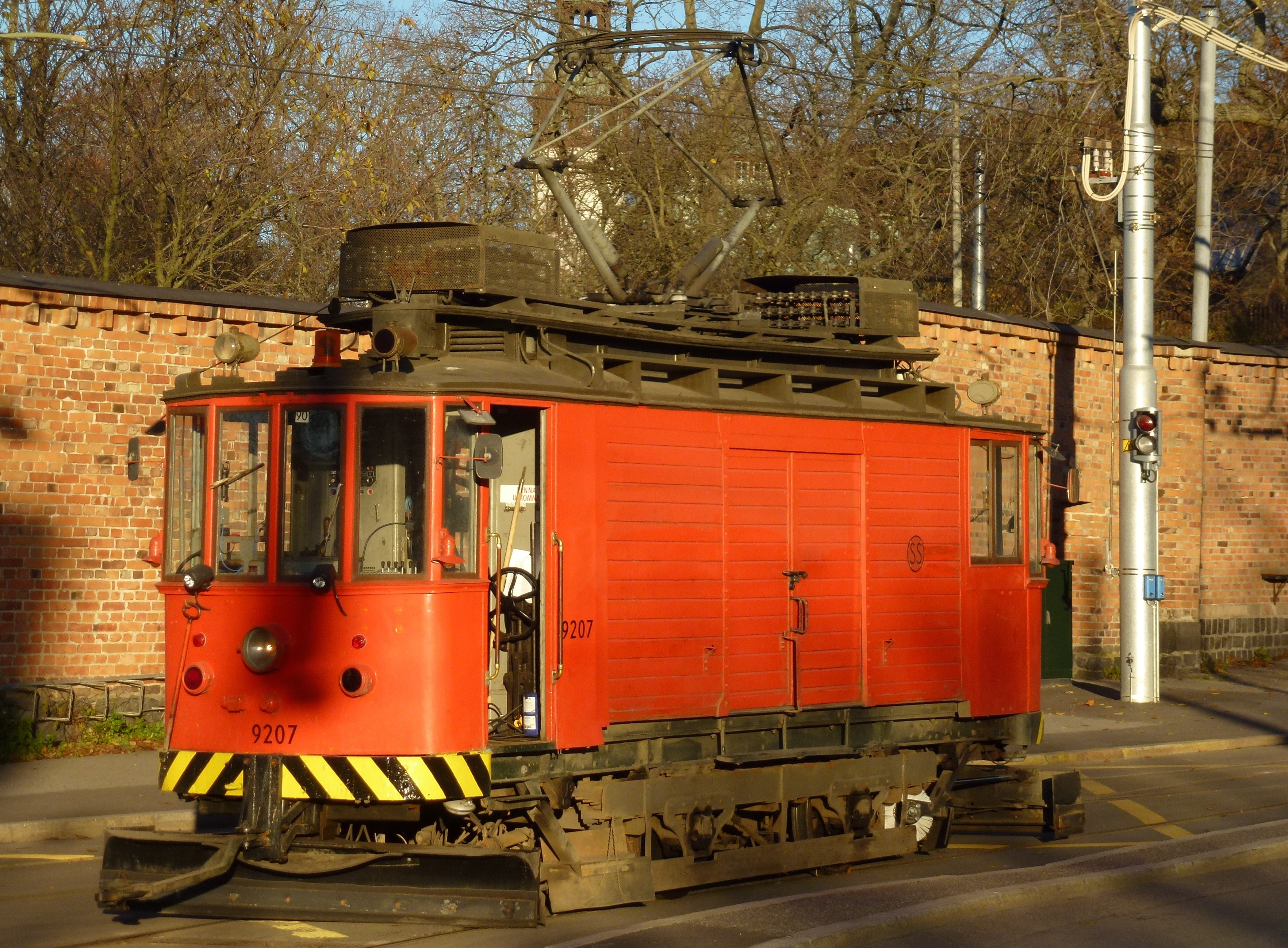
Djurgårdslinjens servicelok.
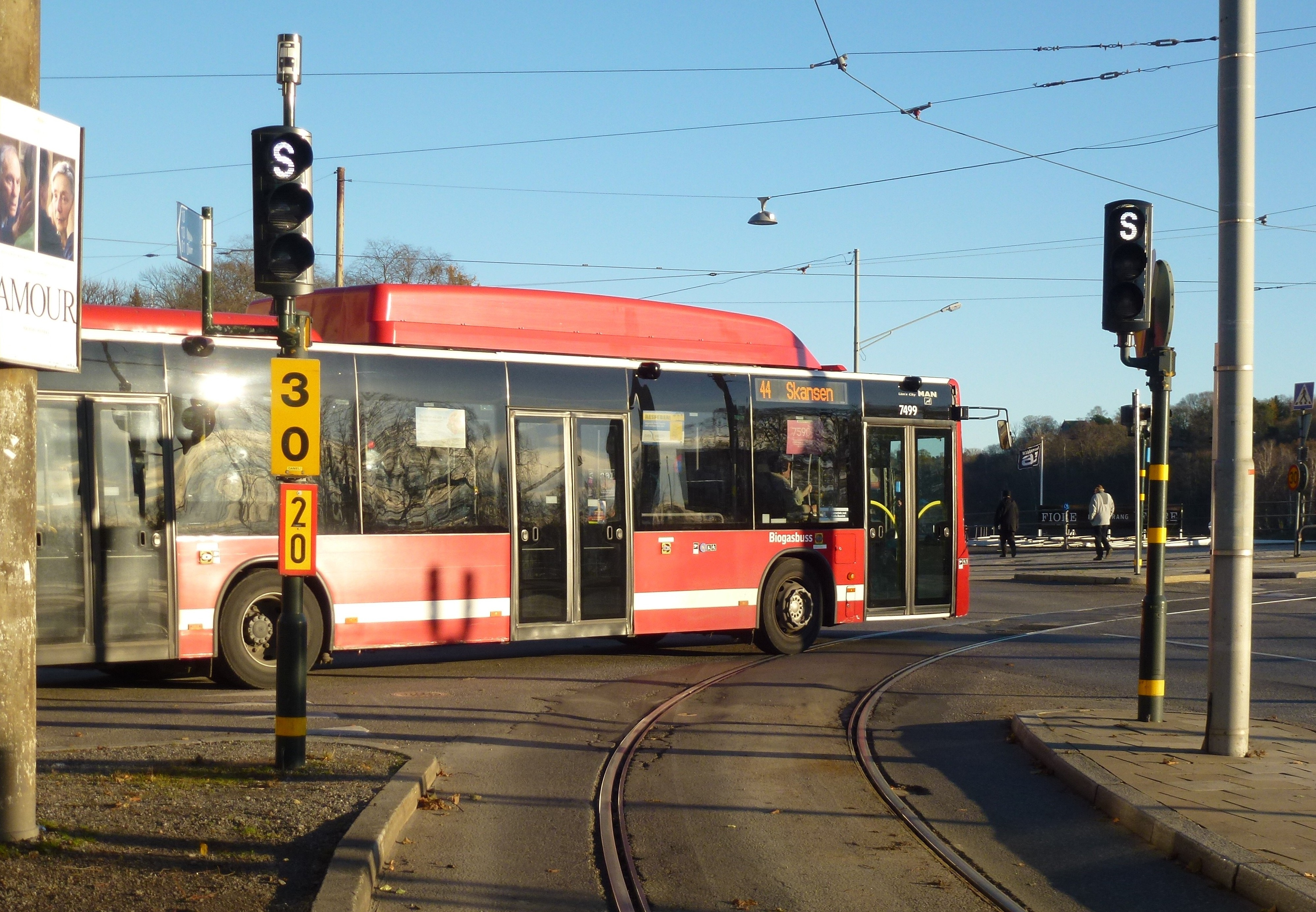
Längs med Strandvägens mittsträng har spårvägen tillsammans med bussar i linjetrafik reserverade körfält.

### Notförteckning
1. ↑  Anna Gustafsson (7 april 2011). ”SL:s tidspress gav guldkontrakt”. SvD. http://www.svd.se/nyheter/inrikes/sls-tidspress-gav-guldkontrakt_6069951.svd. Läst 13 november 2012.
2. ↑  Lange, Thomas (red.). 1998. Stockholm på spåret. s. 316-317
3. ↑  Lange, Thomas (red.). 1998. Stockholm på spåret. s. 329
4. ↑  Grönstedt, Richard. 2001. MfSS 2001-3 sid 9
5. ↑  Grönstedt, Richard. 2001. MfSS 2001-3 sid 9-10
6. ↑  Grönstedt, Richard. 2001. MfSS 2001-3 sid 11
7. ↑  Grönstedt, Richard. 2001. MfSS 2001-3 sid 13
8. ↑  Grönstedt, Richard. 2001. MfSS 2001-3 sid 14
9. ↑  Grönstedt, Richard. 2001. MfSS 2001-3 sid 18-19
10. ↑  ABC, Sveriges Television TV2, 1990-08-27 19:15
11. ↑  Lange, Thomas (red.). 1998. Stockholm på spåret. s. 120-121.
12. ↑  Luthelius, Maria. 2005. sid 8-137
13. ↑  Lange, Thomas. MfSS 2001-3 sid 28
14. ↑  Johansson, Thomas & Peterson, Bo E. 2003. sid 98
15. ↑  Nyheter 2006-07-17 Arkiverad 7 oktober 2006 hämtat från the Wayback Machine. Svenska Spårvägssällskapet
16. ↑  ”Pressinbjudan - Kd-ledaren kör spårvagn: På spåret med Göran Hägglund 2006-08-11”. Arkiverad från originalet den 2 november 2019. https://web.archive.org/web/20191102135900/http://www.mynewsdesk.com/se/events/kd-ledaren-koer-spaarvagn-paa-spaaret-med-goeran-haegglund-3637. Läst 2 november 2019.
17. ↑  Nyheter 2007-08-20 Arkiverad 19 augusti 2010 hämtat från the Wayback Machine. Svenska Spårvägssällskapet
18. ↑  Pressmeddelande 2007-09-10 Arkiverad 28 april 2008 hämtat från the Wayback Machine. Alstom